# Tarrenz
Tarrenz est une commune autrichienne du district d'Imst dans le Tyrol. Le nom dérive de torrente (torrent).
Ces dernières années, la municipalité de Tarrenz a considérablement accru la croissance économique et embelli de manière significative l'image du village. En outre, «Tårrez» (comme on l'appelle populairement) est un village traditionnel animé.

## Galerie

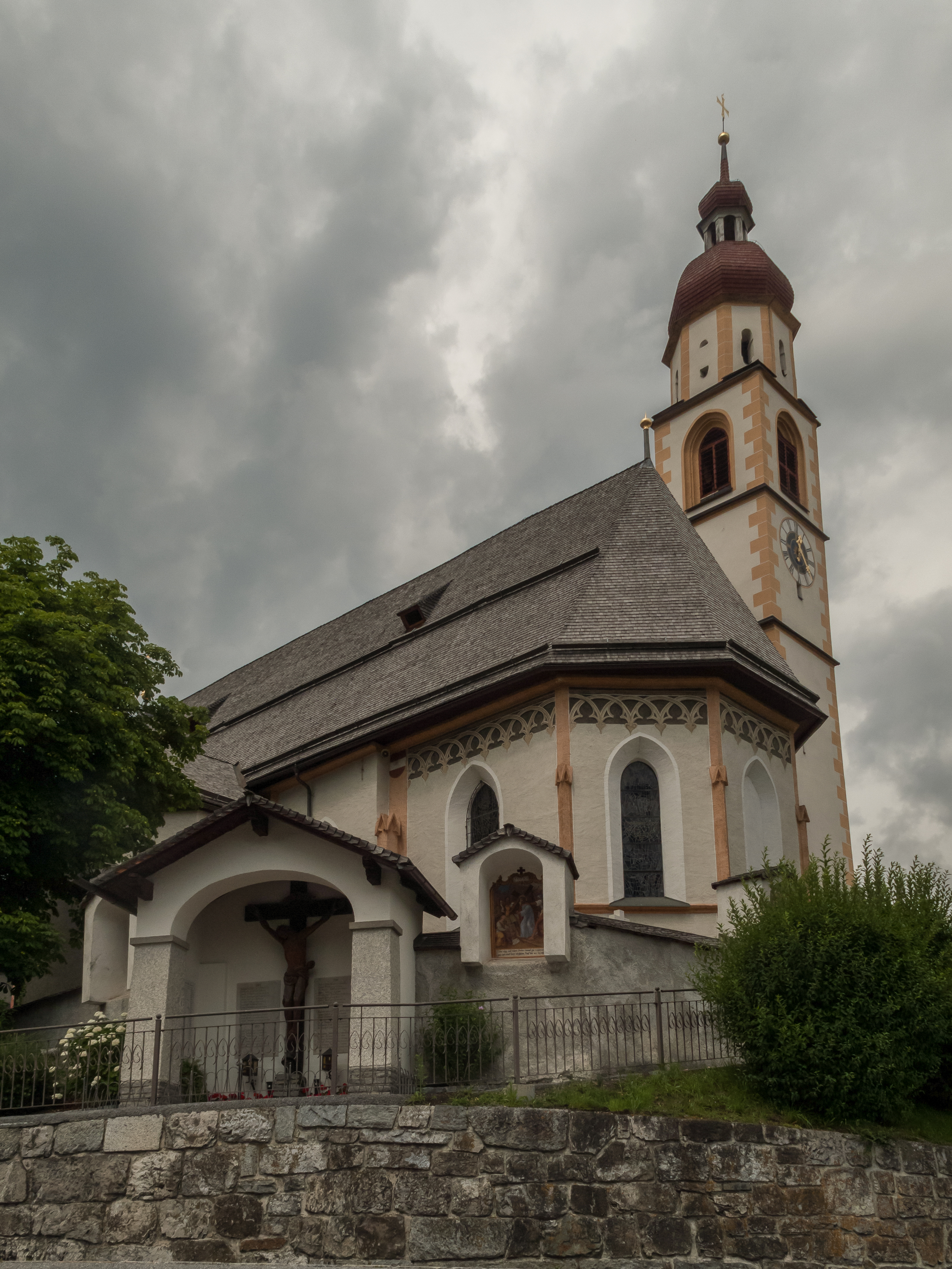
Église : katholische Pfarrkirche heilige Ulrich.
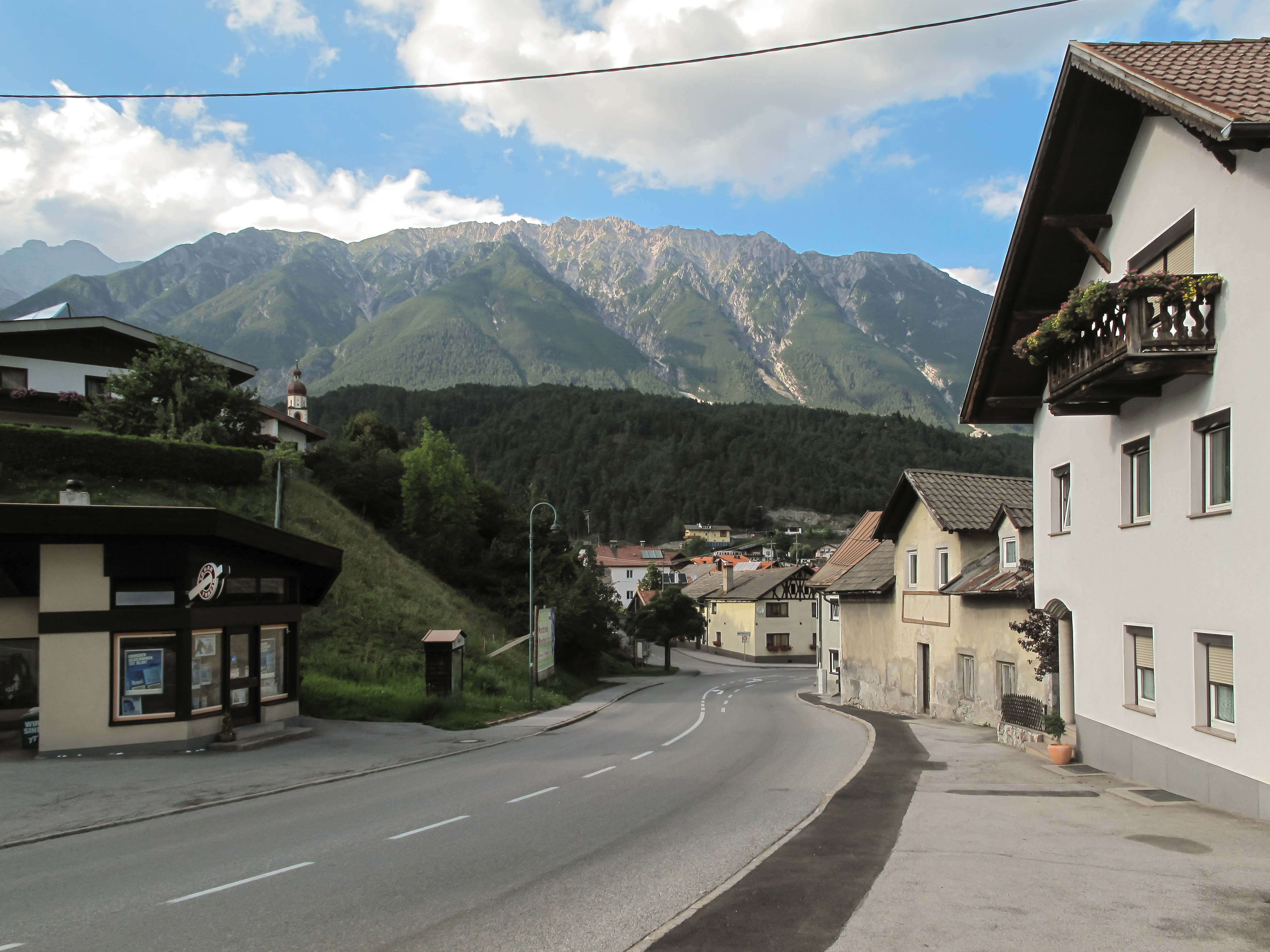
Tarrenz, vue dans la rue.
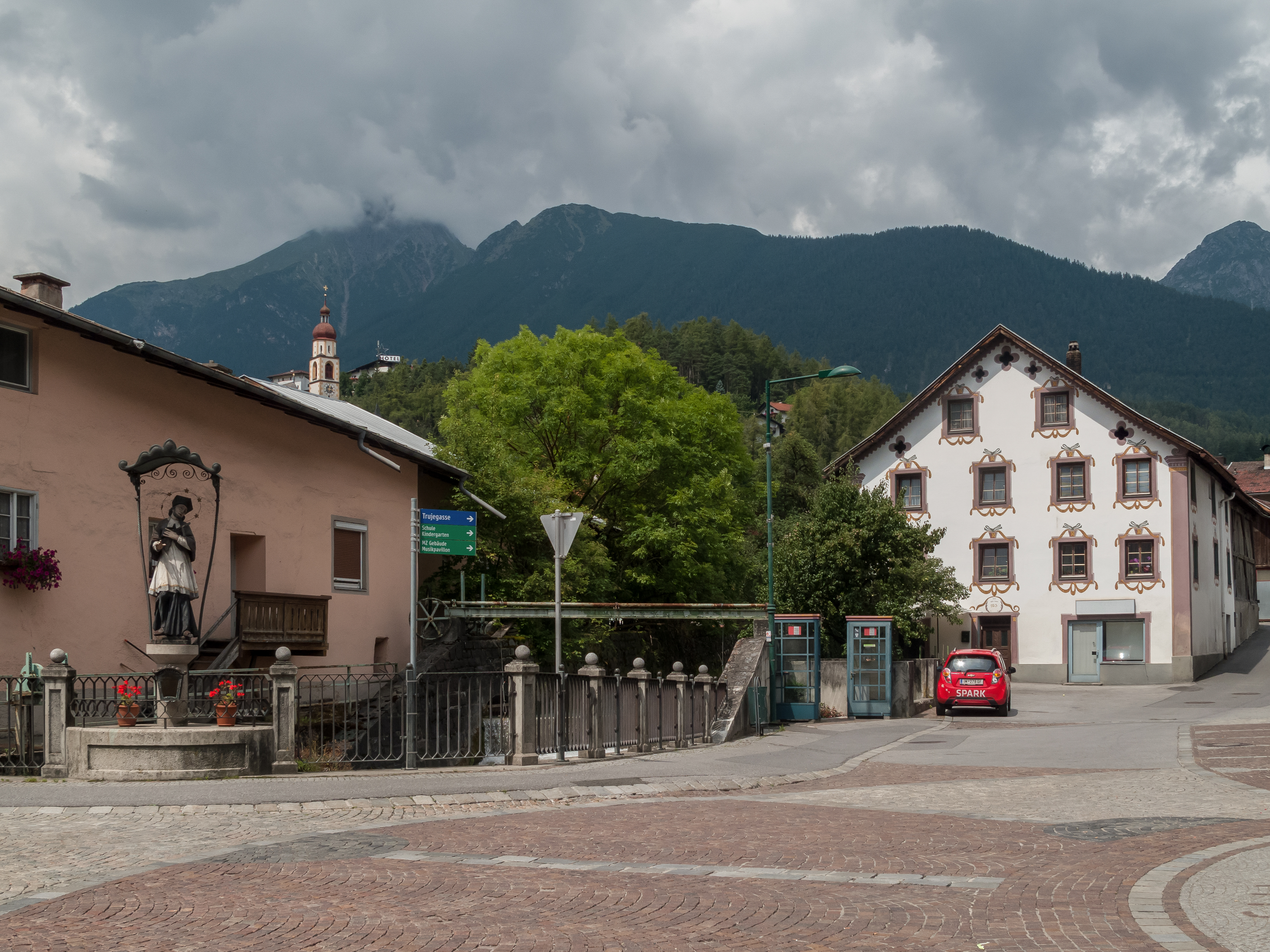
Tarrenz, vue dans la rue.
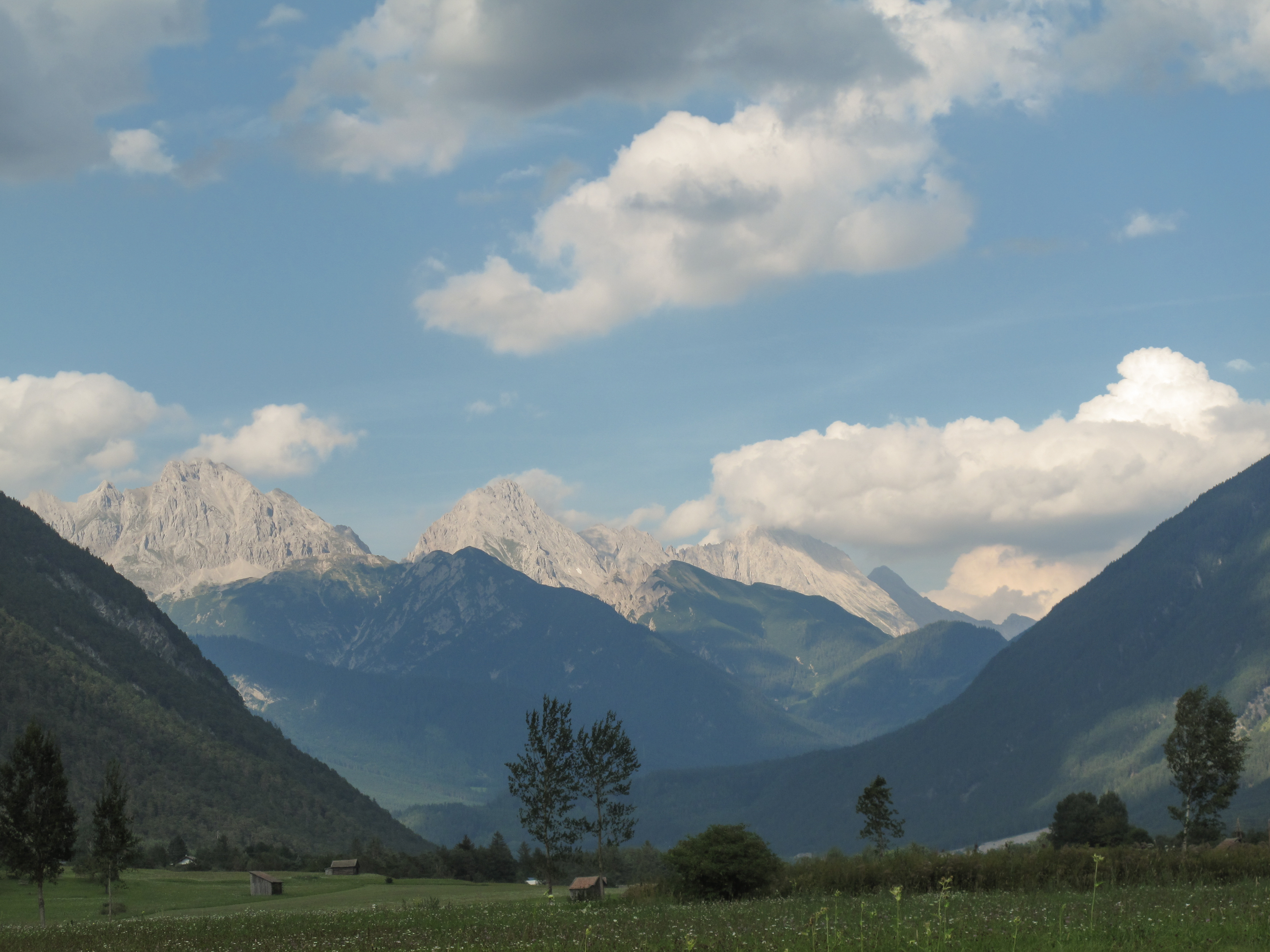
Panorama entre Tarrenz et Strad.
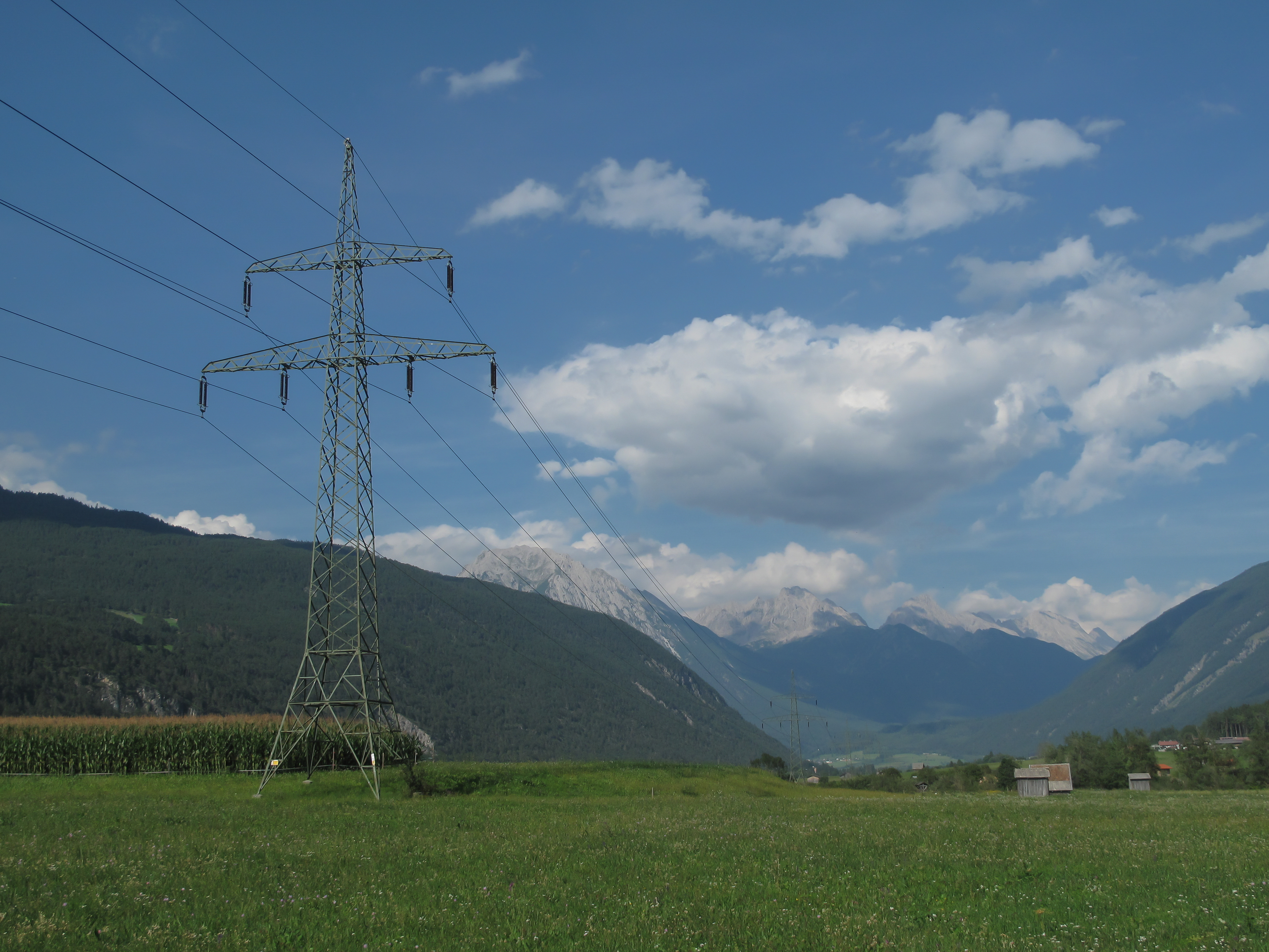
Panorama entre Tarrenz et Imst.

## Géographie
Tarrenz est située près de Imst dans le Gurgltal, et le col de Fern relie Tarrene à Reutte. Le centre du village est densément construit, de manière romane. Le reste de la commune est composé de plusieurs hameaux moins peuplés et de fermes situées au fond de la vallée.
À proximité de la commune, se trouve la réserve naturelle d'Antelsberg.
La commune comprend les cinq hameaux suivants (population au 1er janvier 2018):
- Dollinger (178)
- Obturation (454)
- Strad (162)
- Tarrenz (1894)
- Walchenbach (56)

## Histoire
Les premiers documents à propos de Tarrenz remonte à 1265. En 1811, Tarrenz devient sa propre communauté politique. Auparavant, Tarrenz appartenait à Imst.
Le château de Neustarkenberg a été construit entre 1310 et 1329 pour protéger l’ancienne Via Claudia Augusta et a été agrandi au XVe siècle. En 1780, la famille de marchands Imst acquit le bâtiment et le transforma en château. En 1810, l’occupation française a donné l’autorisation de brasser de la bière à des fins commerciales.

### Mines historiques
Dans toute la vallée de Gurgl, qui s'étend du col de Fern à la capitale du district, Imst, et dans ses vallées latérales, plusieurs zones minières se sont développées depuis la fin du Moyen Âge jusqu'au début de la période moderne pour exploiter le minerai de plomb. L'exploitation du plomb a permis à la vallée de connaître une prospérité modeste, mais seulement tant que le principal acheteur principal avait besoin de la matière première. Aux XVIe siècle et XVIIe siècle, l’extraction locale de métaux précieux a été déplacée et les activités minières ont été paralysées. Une dernière activité minière très locale dans les hautes montagnes a pris fin après la Seconde Guerre mondiale.
Le musée à ciel ouvert «Knappenwelt Gurgltal» à Tarrenz permet aux visiteurs de découvrir l'histoire de l'exploitation minière sous la forme d'une réplique d'une installation. Le musée a été fondé en 2008 dans le but de rendre accessible aux visiteurs l'essentiel de l'histoire des mines de la vallée de Gurgl et de la communauté.